# آئودی آووس کواترو

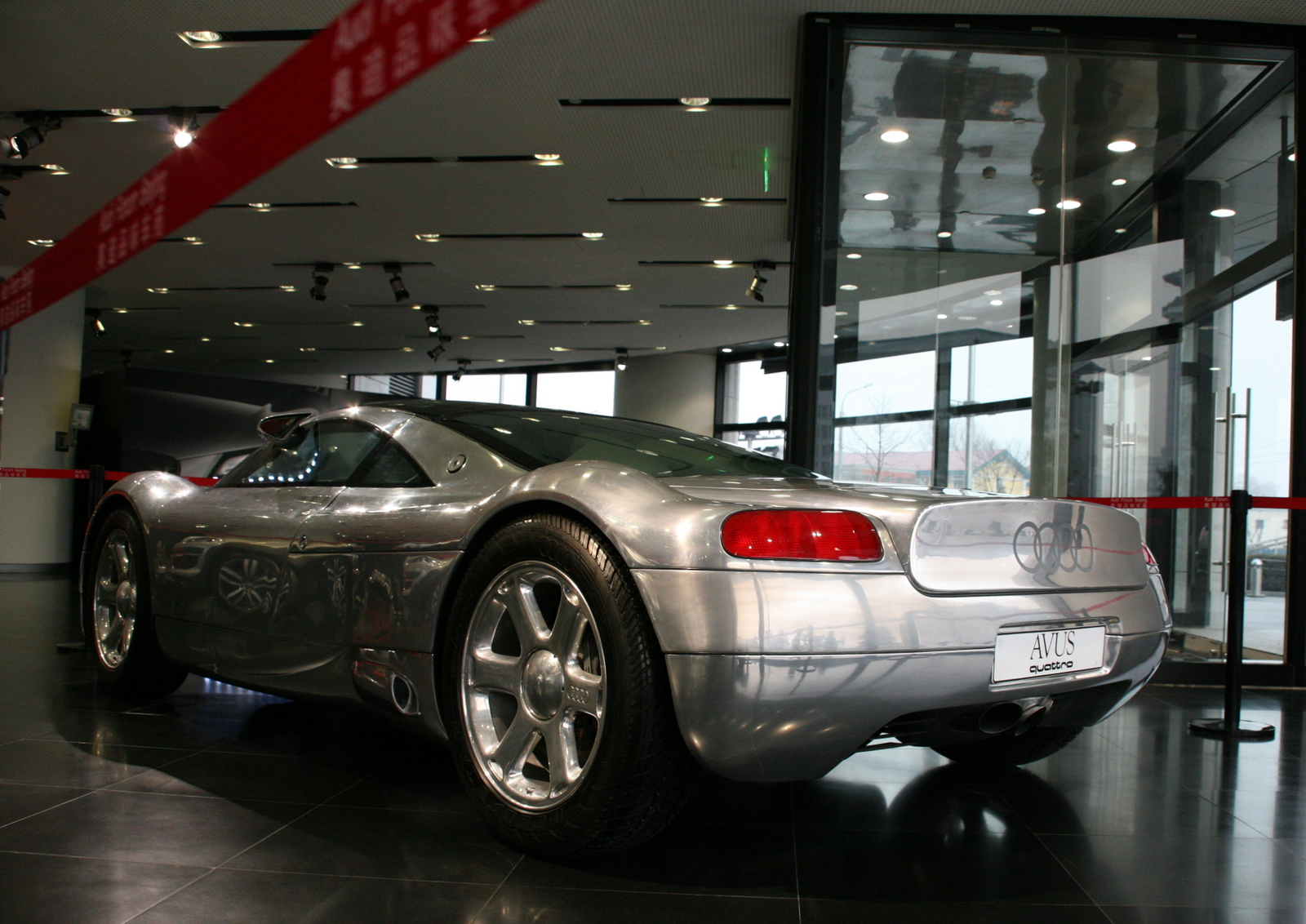

آئودی آووس کواترو (Audi Avus quattro) خودرویی مفهومی است.طراحی آن موتور وسط و خودرو چهار چرخ محرک بوده سیستم جعبه‌دندهٔ آن ۶ دنده به صورت دستی است.